# Valerie Mahaffey
Valerie Mahaffey (Sumatra, 16 de junio de 1953 – Los Ángeles, California, 30 de mayo de 2025) fue una actriz estadounidense. Empezó su carrera protagonizando la telenovela diurna de la NBC The Doctors (1979–81), por la cual en 1980 fue nominada al Daytime Emmy a la mejor actriz de reparto en una serie dramática.
En 1992, Mahaffey ganó el Primetime Emmy a la mejor actriz de reparto en una serie dramática por su papel en la serie de la CBS Northern Exposure. Más tarde ganó fama gracias a sus actuaciones en series de televisión como Wings, Desperate Housewives, Devious Maids y Big Sky. Mahaffey también apareció en varias películas, como Senior Trip (1995), Jungle 2 Jungle (1997), Jack and Jill (2011), Sully (2016) y, sobre todo, French Exit (2020), por la que recibió elogios de la crítica y una nominación al Independent Spirit Award.

## Primeros años
Mahaffey nació el 16 de junio de 1953 en Sumatra, Indonesia, hija de madre canadiense y padre estadounidense que se conocieron en Nuevo Brunswick, Canadá. Su padre trabajaba en la industria petrolera y la familia se trasladaba con frecuencia por motivos profesionales, y Mahaffey pasó sus primeros años en Indonesia, Nigeria y el Reino Unido. Cuando Mahaffey tenía 16 años, su familia se trasladó a Austin, Texas, donde se graduó en la Escuela Preparatoria Austin. Se licenció en Bellas Artes por la Universidad de Texas en Austin en 1975 y más tarde debutó en Broadway en el musical Rex.

## Carrera
Mahaffey fue miembro habitual del reparto de la telenovela The Doctors de 1979 a 1981, que le valió una nominación al Daytime Emmy a la mejor actriz de reparto en una serie dramática en 1980. En 1986 protagonizó la película Women of Valor, cuyos personajes son ficticios, pero que retrata el papel de la mujer en Filipinas durante la Segunda Guerra Mundial. También en 1986, Mahaffey coprotagonizó la miniserie satírica de culto Fresno, que parodiaba los culebrones populares de la época.

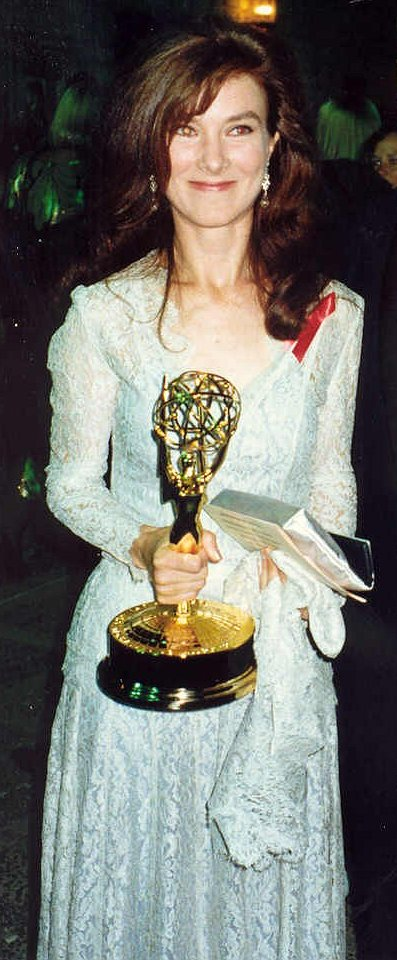
Valerie Mahaffey en el Governor's Ball después de los Premios Emmy 1992

A finales de los 80, Mahaffey empezó a actuar en comedias de televisión, como Newhart, Cheers y Seinfeld. De 1992 a 1993, protagonizó la breve comedia de la NBC The Powers That Be y, en 1995, la comedia de la CBS Women of the House junto a Delta Burke. Interpretó a Tracy Milford en la película de 1995 National Lampoon's Senior Trip y a Jan Kempster en la película de 1997 Jungle 2 Jungle. En 1999, tuvo un papel recurrente en Urgencias. En 2003, coprotagonizó la película Seabiscuit. En 2009, apareció en siete episodios de la serie cómica de Showtime United States of Tara. Ha actuado en obras como Eastern Standard, Talking Heads, Top Girls y Rex.
Mahaffey ganó el Primetime Emmy a la mejor actriz de reparto en una serie dramática por su interpretación de la hipocondríaca crónica Eve en la serie de la CBS Northern Exposure en 1992. Mahaffey fue la única actriz de la serie en ganar un premio Emmy.[cita requerida]
Mahaffey interpretó a Alma Hodge en la tercera temporada de la serie de comedia dramática de ABC Desperate Housewives de 2006 a 2007. Mahaffey hizo apariciones como actriz invitada en Quantum Leap, L.A. Law, Ally McBeal, Judging Amy, The West Wing, Law & Order: Special Victims Unit, Frasier, Wings, CSI: Crime Scene Investigation, Private Practice, Boston Legal, Without a Trace, Y Raising Hope. Apareció en Glee como la madre de Emma Pillsbury de 2011 a 2013. Mahaffey coprotagonizó como Fran Horowitz en el drama médico de corta duración de TNT Monday Mornings en 2013. De 2013 a 2015, tuvo un papel recurrente en la serie de comedia dramática de Lifetime Television Devious Maids como Olivia Rice.
En 2016, Mahaffey interpretó un papel secundario como Diane Higgins en la película dramática biográfica Sully, dirigida por Clint Eastwood. En 2017, comenzó a aparecer en un papel recurrente en la serie de comedia de CBS Young Sheldon. De 2019 a 2022, Mahaffey tuvo un papel recurrente como Lorna Harding, la suegra de Christina Applegate en la serie de comedia dramática de Netflix Dead to Me.
En 2020, Mahaffey protagonizó junto a Michelle Pfeiffer la película de comedia-drama French Exit interpretando a la viuda Madame Reynaud. Mahaffey recibió críticas positivas de la crítica por su interpretación cómica en la película. Fue incluida en la lista de aspirantes a una nominación en la categoría de mejor actriz de reparto de los Óscars de 2021. Más tarde en 2020, Mahaffey fue elegida para un papel regular en la primera temporada de la serie dramática de ABC Big Sky.

## Vida personal y muerte
Mahaffey estuvo casada con el actor y director Joseph Kell, con quien tuvo una hija.
Mahaffey murió de cáncer el 30 de mayo de 2025, a los 71 años.

## Filmografía
| Año             | Título                                         | Papel                                 | Notas                                                                                     |
| --------------- | ---------------------------------------------- | ------------------------------------- | ----------------------------------------------------------------------------------------- |
| 1977            | Tell Me My Name                                | Alexandra/Sarah                       | Telefilme                                                                                 |
| 1979–1981       | The Doctors                                    | Ashley Bennett                        | Nominada—Daytime Emmy a la mejor actriz de reparto en una serie dramática (1980)          |
| 1984            | Tales of the Unexpected                        | Jane                                  | Episodio: "The Open Window"                                                               |
| 1986            | Mr. Bill's Real Life Adventures                | Mrs. Bill                             |                                                                                           |
| 1986            | The Rise and Rise of Daniel Rocket             | Alice                                 |                                                                                           |
| 1986            | Fresno                                         | Tiffany Kensington                    | Miniserie de televisión                                                                   |
| 1986            | Women of Valor                                 | Lt. Katherine R. Grace                | Telefilme                                                                                 |
| 1987            | Newhart                                        | Jolene                                | Episodio: "Love Letters in the Mud"                                                       |
| 1987            | Jack and Mike                                  | Colleen                               | Episodio: "Till Death Do Us Part"                                                         |
| 1987            | Her Secret Life                                | Becky                                 |                                                                                           |
| 1989            | Perry Mason: The Case of the Musical Murder    | D.A. Barbara August                   | Telefilme                                                                                 |
| 1989            | Perry Mason: The Case of the All-Star Assassin | D.A. Barbara August                   | Telefilme                                                                                 |
| 1990            | An Enemy of the People                         | Mrs. Stockman                         | Telefilme                                                                                 |
| 1990            | Father Dowling Mysteries                       | Justine Hemmings                      | Episodio: "The Solid Gold Headache Mystery"                                               |
| 1990            | Quantum Leap                                   | Mary Greely                           | Episodio: "The Boogieman – October 31, 1964"                                              |
| 1991            | Cheers                                         | Valerie Hill                          | Episodio: "Achilles Hill"                                                                 |
| 1991            | The Young Riders                               | Lottie                                | Episodio: "The Talisman"                                                                  |
| 1991            | Baby Talk                                      | Tammy Morrison                        | Episodio: "One Night with Elliot"                                                         |
| 1991            | Seinfeld                                       | Patrice                               | Episodio: "The Truth"                                                                     |
| 1992            | Till Death Us Do Part                          | Gail Bugliosi                         |                                                                                           |
| 1992            | Dream On                                       | Helen Harley                          | Episodio: "Up All Night"                                                                  |
| 1992–1993       | The Powers That Be                             | Caitlyn Van Horne                     | Veintiún episodios                                                                        |
| 1993            | They                                           | Chris Samuels                         | Telefilme                                                                                 |
| 1991–1994       | Northern Exposure                              | Eve                                   | Cinco episodios Primetime Emmy a la mejor actriz de reparto en una serie dramática (1992) |
| 1994            | L.A. Law                                       | Andrea Rossoff                        | Episodio: "Cold Cuts"                                                                     |
| 1994            | Witch Hunt                                     | Trudy                                 | Telefilme                                                                                 |
| 1995            | Women of the House                             | Jennifer Malone                       | Seis episodios                                                                            |
| 1996            | Senior Trip                                    | Miss Tracy Milford                    |                                                                                           |
| 1993–1996       | Wings                                          | Sandy Cooper                          | Tres episodios                                                                            |
| 1995–1996       | The Client                                     | Ellie Foltrigg                        | Cuatro episodios                                                                          |
| 1996            | Caroline in the City                           | Alicia Crawford-Lane                  | Episodio: "Caroline and the Therapist"                                                    |
| 1997            | Jungle 2 Jungle                                | Jan Kempster                          |                                                                                           |
| 1997            | George & Leo                                   | Martha                                | Episodio: "The Thanksgiving Show"                                                         |
| 1999            | Dinner at Fred's                               | Susan                                 |                                                                                           |
| 1999            | ER                                             | Joi Abbott                            | Cuatro episodios                                                                          |
| 2000            | Love & Money                                   | Gloria Barrell                        | Episodio: "Guess Who's Paying for Dinner"                                                 |
| 2000            | Ally McBeal                                    | Dr. Sally Muggins                     | Episodio: "I Will Survive"                                                                |
| 2001            | That's My Bush!                                | Janet Rove                            | Episodio: "Trapped in a Small Environment"                                                |
| 2001            | Night Visions                                  | Sally Osgoode                         | Episodio: "Neighborhood Watch"                                                            |
| 2001            | After Amy                                      | Virginia Hytner                       | Telefilme                                                                                 |
| 2001            | Judging Amy                                    | Ms. Morlock                           | Episodio: "The Unbearable Lightness of Being Family"                                      |
| 2001            | The West Wing                                  | Tawny Cryer, comisión de Presupuestos | Episodio: "Gone Quiet"                                                                    |
| 2002            | Law & Order: Special Victims Unit              | Brook Thornburg                       | Episodio: "Justice"                                                                       |
| 2002            | Par 6                                          | Pecan Hegelman                        |                                                                                           |
| 2003            | Seabiscuit                                     | Annie Howard                          |                                                                                           |
| 2003            | Frasier                                        | Peggy                                 | Episodio: "Maris Returns"                                                                 |
| 2004            | Without a Trace                                | Bonnie Toland                         | Episodio: "Shadows"                                                                       |
| 2005            | Out of Practice                                | Barb                                  | Episodio: "...and I'll Cry If I Want to"                                                  |
| 2006            | Crumbs                                         | Carolyn Pierce                        | Episodio: "Friends in High Places"                                                        |
| 2006            | My First Wedding                               | Grace                                 |                                                                                           |
| 2006            | CSI: Crime Scene Investigation                 | Dora Pomerantz                        | Episodio: "Happenstance"                                                                  |
| 2006–2007, 2012 | Desperate Housewives                           | Alma Hodge                            | Nueve episodios                                                                           |
| 2007            | Raines                                         | Arlene                                | Episodio: "Pilot"                                                                         |
| 2007            | Private Practice                               | Marilyn Sullivan                      | Episodio: "In Which Charlotte Goes Down the Rabbit Hole"                                  |
| 2008            | Boston Legal                                   | Mary Winston                          | Episodio: "Mad About You"                                                                 |
| 2008            | A Previous Engagement                          | Grace                                 |                                                                                           |
| 2009            | United States of Tara                          | Dr. Ocean                             | Siete episodios                                                                           |
| 2010            | Summer Eleven                                  | Linda                                 |                                                                                           |
| 2010            | Better with You                                | Ariel                                 | Episodio: "Better with Road Joel"                                                         |
| 2010            | Hannah Montana                                 | Ms. Jameson                           | Episode: "I'll Always Remember You"                                                       |
| 2010            | Raising Hope                                   | Margine                               | Episodio: "Meet the Grandparents"                                                         |
| 2011            | Jack and Jill                                  | Bitsy Simmons                         |                                                                                           |
| 2012            | If I Were You                                  | Lydia                                 |                                                                                           |
| 2012            | Crazy Eyes                                     | Mo                                    |                                                                                           |
| 2012            | The Exes                                       | Anne                                  | Episodio: "He's Gotta Have It"                                                            |
| 2011–2013       | Glee                                           | Rose Pillsbury                        | Tres episodios                                                                            |
| 2013            | Monday Mornings                                | Fran Horowitz                         | Seis episodios                                                                            |
| 2013, 2015      | Devious Maids                                  | Olivia Rice                           | Ocho episodios                                                                            |
| 2013            | Grey's Anatomy                                 | Donna Kaufman                         | Episodio: "Somebody That I Used to Know"                                                  |
| 2014            | Kirstie                                        | Victoria                              | Episodio: "The Dinner Party"                                                              |
| 2014            | Hart of Dixie                                  | Mae                                   | Tres episodios                                                                            |
| 2015            | Workaholics                                    | Celeste                               | Episodio: "Blood Drive"                                                                   |
| 2015            | Impastor                                       | Susie Kerry                           | Episodio: "Honor Thy Boyfriend's Father and Mother"                                       |
| 2015            | No Pay, Nudity                                 | Lisa                                  |                                                                                           |
| 2016            | Sully                                          | Diane Higgins                         |                                                                                           |
| 2016            | The Mindy Project                              | Juliet                                | Episodio: "So You Think You Can Finance"                                                  |
| 2017            | The Man in the High Castle                     | Susan                                 | Papel secundario. Tres episodios                                                          |
| 2017–2020       | Young Sheldon                                  | Ms. MacElroy                          | Papel secundario                                                                          |
| 2018            | The Witch Files                                | Madre de Claire                       |                                                                                           |
| 2019–2022       | Dead to Me                                     | Lorna Harding                         | Papel secundario. Nueve episodios                                                         |
| 2020–2021       | Big Sky                                        | Helen Pergman                         | Papel principal (temporada 1)                                                             |
| 2020            | French Exit                                    | Madame Reynaud                        | Nominada—Independent Spirit Award a la mejor actriz de reparto                            |
| 2022            | Echo 3                                         | Maggie Chesborough                    | Tres episodios                                                                            |
| TBA             | GRQ the Movie                                  | Tía Emily                             | Completa                                                                                  |